# سزاری تریباینسکی
سزاری تریباینسکی (لهستانی: Cezary Trybański؛ زادهٔ ۲۲ سپتامبر ۱۹۷۹) بازیکن بسکتبال اهل لهستان است که در اتحادیه ملی بسکتبال بازی می‌کرد.
از باشگاه‌هایی که در آن بازی کرده‌است می‌توان به شِمولکی (نخستین باشگاه)، نیویورک نیکس، فینیکس سانز، باشگاه فوتبال لگیا ورشو، و ممفیس گریزلیز اشاره کرد.
از فیلم‌ها یا مجموعه‌های تلویزیونی که وی در آن‌ها نقش داشته است، می‌توان به گوش آقای رئیس اشاره نمود.